# Reinhard Heydrich
Reinhard Tristan Eugen Heydrich (Halle, 1904 – Praga, 1942) va ser un SS-Obergruppenführer, cap de l'Oficina Principal de Seguretat del Reich (incloent la Gestapo, la SD i la Kripo), i Governador del Reich de Bohèmia i Moràvia. Adolf Hitler el considerava com un possible successor. Heydrich va ser un dels arquitectes de l'Holocaust, presidint el 1942 la Conferència de Wannsee, que conclouria amb els plans per exterminar tots els jueus europeus. Heydrich va resultar ferit en un intent d'assassinat a Praga el 27 de maig de 1942 i morí una setmana després de resultes d'una infecció a la sang provocada per les ferides rebudes en l'atemptat.
Donat el seu caràcter despietat amb les víctimes, va tenir entre altres malnoms el "Carnisser de Praga", la "Bèstia Rossa" i "El Botxí".

## Biografia
Heydrich va néixer a Halle an der Saale, fill del compositor Richard Bruno Heydrich i de la seva esposa Elisabeth Anna Maria Amalia Kranz. Els seus noms venien de la passió del seu pare vers la música: "Reinhard", d'una òpera del seu pare, "El Crim de Reinhard"; "Tristan", de l'òpera de Wagner Tristan i Isolda; i "Eugen"", probablement pel Príncep Eugeni de Savoia, un heroi militar (en honor del príncep també van ser batejats el creuer Prinz Eugen i la VII Divisió Waffen SS). També heretà dels seus pares la passió pel violí. D'altra banda, el seu pare era un nacionalista pangermànic, tot i que no afiliat a cap partit polític, i va inculcar les seves idees als seus fills.
Quan era jove, destacà per la seva veu aguda i pel seu catolicisme devot en una ciutat de majoria protestant.
Si bé era de constitució prima, destacà en els esports, especialment en l'esgrima i la natació. Massa jove per lluitar a la I Guerra Mundial, s'afilià als Freikorps després de la guerra.
El 1922 s'uní a la Reichsmarine, on va arribar al grau de sotstinent (Oberleutnant zur See). A l'abril 1931, però, el van llicenciar arran d'un judici per haver incomplert una promesa de casament. La demandant era filla d'un important contractista naval, amic de l'almirall Erich Raeder, al seu torn comandant en cap de la Kriegsmarine. Segons Heydrich, que va reconèixer haver mantingut amb ella relacions sexuals, no existia tal promesa sinó que, en demanar-li ella de casar-s'hi, ell ho va refusar perquè ja estava promès amb Lina von Osten, i considerava que trencar el prometatge seria indigne del "seu honor com a oficial naval". En conseqüència, el pare de la noia hauria pressionat Raeder per expulsar-lo de la marina. Segons la noia, en canvi, les relacions s'havien iniciat amb el benentès que acabarien en matrimoni però en conèixer ell Lina, més rica, l'havia deixada. En tot cas, durant el judici les respostes evasives i l'actitud displicent de Heydrich no van ajudar a resoldre el cas, i si bé en va sortir exonerat, els oficials van demanar que fos llicenciat per "conducta impròpia d'un oficial i d'un cavaller".

### Família
El 26 de desembre de 1931 es va casar a Großenbrode amb Lina Mathilde von Osten (14 de juny de 1911 – 14 d'agost de 1985), a qui havia conegut un any abans. Lina era filla de Jürgen von Osten, un aristòcrata menor alemany, i era una fervent seguidora del Partit Nazi des del 1929.
La parella va tenir 4 fills:
- Klaus (17 de juny de 1933 – 24 d'octubre de 1943, mort en un accident de trànsit a Jungfern-Breschan)
- Heider (nascut el 28 de desembre de 1934)
- Silke (nascuda el 9 d'abril de 1939)
- Marte (nascuda el 23 de juliol de 1942)

### El Partit Nazi i les SS
El 1931, Himmler cercava personal per crear una divisió de contraintel·ligència a les SS. Seguint el consell d'uns amics, va entrevistar Heydrich, que va haver de respondre un qüestionari de vint minuts i proposar plans sobre la nova divisió. Els resultats van impressionar Himmler, que el reclutà immediatament. L'1 d'agost d'aquell any Heydrich va ingressar al NSDAP i va ser encarregat de bastir el nou servei d'intel·ligència de les SS. Posteriorment rebria un Totenkopfring de Himmler pels seus serveis.
En aquells moments, l'aparell d'intel·ligència del Partit Nazi era insignificant. Heydrich i el seu equip passaven el temps construint un sistema de fitxes de tota aquella gent que era considerada com una amenaça per al Partit, inclosos fins i tot oficials del Partit. Heydrich mantenia la seva família amb un salari irrisori i treballava en una fosca oficina.
El periodista americà John Gunther, durant el seu viatge per Alemanya el 1934, mentre recollia material de recerca per al seu llibre Dins d'Europa, mostrà un considerable coneixement de les intrigues nazis quan digué que Himmler tenia poca tolerància vers les carnisseries comparat amb Heydrich, que era molt més cruel. En aquells moments, Heydrich era vist com un fosc oficial de rang mitjà dins de l'aparell burocràtic de les SS.
El juliol de 1932, Heydrich va ser nomenat cap del Sicherheitsdienst (SD), una organització d'intel·ligència l'objectiu de la qual era la defensa del nazisme. La construí reclutant agents de fonts poc habituals, alguns dels quals no eren nazis: només gent que Heydrich considerava amb talent o útils. L'organització es beneficià d'una estreta col·laboració amb la Gestapo, organització que també estava sota el poder de Heydrich des de 1936, com a part d'una força de policia de seguretat combinada. Posteriorment, el SD i la Gestapo s'unirien sota la denominació de Reichssicherheitshauptamt (RSHA), sota comandament de Heydrich.
Ni els seus superiors ni els seus subordinats van posar mai en dubte les capacitats de Heydrich; però el seu constant sarcasme, el seu comportament tosc, que subestimava amb freqüència els que l'envoltaven (en contrast amb Himmler, que, més racionalment, preferia ser subestimat pels seus enemics) i la seva agressivitat, li van fer guanyar pocs adeptes. Igualment, la seva propensió a les accions impetuoses, com la detenció d'un Kreisleiter el 1935, o el fet de dir a Göring i al Consell de Ministres el 1940 que la policia de seguretat tindria poders il·limitats, tant si els hi donaven com si no, van ser una molèstia constant per a Himmler, que sovint havia d'arreglar-ho tot. Himmler ocasionalment perdia la paciència amb Heydrich i l'anomenava "Genguis Kan"; però, tot i que l'exasperava, li era indispensable.
Fins a l'establiment del Tercer Reich, Heydrich ajudà Hitler a "fer neteja" de molts opositors polítics, i va mantenir un impressionant sistema de fitxes d'individus i organitzacions que s'oposaven al Partit i al règim. Es creu que va ser el creador de documents oblidats entre el govern soviètic i l'alt comandament alemany. Mentre que ara se sap que la Gran Purga estalinista del Cos d'Oficials soviètic va ser molt influït per aquests estratagemes, en aquells moments es cregué que va ser deguda als seus oficis, i això li proporcionà un gran prestigi. També va ser instrumental per a l'organització del fracassat fals "atac" polonès a la ràdio nacional alemanya a Gleiwitz, amb l'objectiu d'intentar donar una justificació a l'Alemanya nazi per a iniciar la Segona Guerra Mundial. Aquest atac fallit només sortí a la llum quan els investigadors aliats van començar les recerques entre els documents alemanys capturats, atès que l'estació de ràdio triada només era una sucursal de Radio Breslau, el senyal de la qual era més potent.
Heydrich va ser un dels principals arquitectes de l'Holocaust durant els primers anys de la Segona Guerra Mundial. Havia guanyat algun control sobre la política jueva, quan al novembre de 1938, Göring el nomenà cap de l'Oficina Central per a l'Emigració Jueva, després de la Kristallnacht. Des d'aquesta posició treballà intensament per coordinar diverses iniciatives per a la Solució Final, i per assegurar el control de la SS sobre la política jueva. El 20 de gener de 1942, presidí la Conferència de Wannsee, on es discutiren els plans per a la deportació dels jueus a camps d'extermini, i on va actuar de secretari de la conferència Adolf Eichmann.
Heydrich va ser un dels pocs líders principals de l'Alemanya nazi que realment va servir en combat, car volà en 97 missions en un caça bombarder Messerschmidt 110 de dos motors, i va guanyar la Creu de Ferro de 2a i 1a classe per valentia. De fet, va ser abatut sobre la Unió Soviètica, però fou rescatat per tropes alemanyes.

### Protector de Bohèmia i Moràvia i Assassinat a Praga
El 27 de setembre de 1941 Heydrich va ser nomenat Reichsprotektor de l'estat titella txec anomenat Protectorat de Bohèmia i Moràvia. Substituïa Konstantin von Neurath, car Hitler el considerava poc efectiu (tot i que nominalment ho seguí essent fins al 20 d'agost de 1943).
El paper de Von Neurath al Protectorat es basà a atorgar privilegis a la noblesa i a la gent de l'alta societat. Això provocà un ressentiment passiu entre la gent, principalment els treballadors. El Protectorat era un fabricant d'armes i material de guerra vital per al Tercer Reich, i durant el mandat de von Neurath, la productivitat industrial caigué substancialment. Heydrich anà a Praga per restaurar les quotes de producció.
Com a governador de Bohèmia i Moràvia, Heydrich esdevingué brutal. Castigà tots aquells que no produïen les quotes exigides. Qualsevol que es relacionés amb els moviments de resistència era torturat i/o executat. Sota Heydrich, Praga i la resta de Txèquia van quedar pacificades per la duresa de les lleis nazis. Donat el seu èxit a Praga, Hitler considerà nomenar Heydrich governador de París. Quan la intel·ligència britànica se n'assabentà, van voler-ho aturar a qualsevol preu. No deixarien que l'home que havia esquarterat els txecs i els jueus de Praga fes el mateix amb la Resistència Francesa.
Com a virtual governador militar de Bohèmia i Moràvia, Heydrich exercia un poder real sobre el President txec i el Primer Ministre; i com a mostra de confiança vers les forces d'ocupació i per a l'efectivitat del seu govern, sovint conduïa ell mateix el seu cotxe descobert (vegeu Resistència txeca a l'ocupació nazi).
Jan Kubiš i Jozef Gabčík eren soldats txecoslovacs que s'havien escapat del país a inicis de 1941. Després de rebre entrenament a la Gran Bretanya, es van llençar en paracaigudes a la regió al desembre, i el 27 de maig de 1942 van fer una emboscada a Heydrich mentre circulava amb el seu cotxe pel barri de Kobylisy, a Praga. Mentre el cotxe frenava per prendre un revolt, Gabčík disparà, però se li encallà la metralladora i Kubiš llançà una bomba a la part posterior del vehicle que ferí Heydrich i el mateix Kubiš.
Heydrich aparentment no estava greument ferit. Va intentar tornar el foc, però la seva pistola no estava carregada. No obstant, després de córrer una mica, se sentí feble i envià el seu conductor Klein a peu per capturar Gabčík, que fugia. Va ingressar a l'hospital de Praga i, tot i que Himmler li envià els seus millors metges, va morir una setmana després, als 38 anys. L'autòpsia revelà que la mort havia estat produïda per una septicèmia causada per un bacteri i toxines procedents de les fibres de pèl de cavall del farciment del seient del cotxe, que se li van introduir a les ferides amb fragments de la bomba. Va ser l'únic líder del Partit Nazi assassinat pels aliats durant la guerra.
La represàlia nazi va ser brutal, en un clar avís contra qualsevol resistència armada. Al voltant d'unes 13.000 persones van ser detingudes, deportades, empresonades o assassinades. El 10 de juny, tots els homes de més de 16 anys del poble de Lidice, 22 km al nord-oest de Praga i del poble de Ležáky, van ser assassinats, els pobles cremats i les seves runes destruïdes, en els fets coneguts com a massacre de Lidice.
Es realitzà un elaborat funeral per a Heydrich, tant a Praga com a Berlín. Hitler mateix imposà a títol pòstum les màximes condecoracions alemanyes, l'Orde Alemany i l'Orde de Sang, sobre el coixí fúnebre de Heydrich.
Heydrich va ser enterrat a l'Invalidenfriedhof de Berlín. La seva tomba estava situada entre la de dos herois militars alemanys, Oven i Scharnhorst. El 1945 la seva tomba va ser eliminada pels aliats, per evitar que fos un punt de trobada pels seguidors del nazisme.
Els substituts de Heydrich van ser Ernst Kaltenbrunner com a cap del RSHA, i Karl Hermann Frank (27 i 28 de maig de 1942) i Kurt Daluege (28 de maig de 1942 – 14 d'octubre de 1943) com a nous Reichsprotektoren. Després de la seva mort, el llegat de Heydrich continuà: els tres primers camps de la mort construïts i posats en funcionament a Treblinka, Sobibor i Belzec. El projecte va ser anomenat Operació Reinhard, en honor de Heydrich.

## Perfils de la seva personalitat

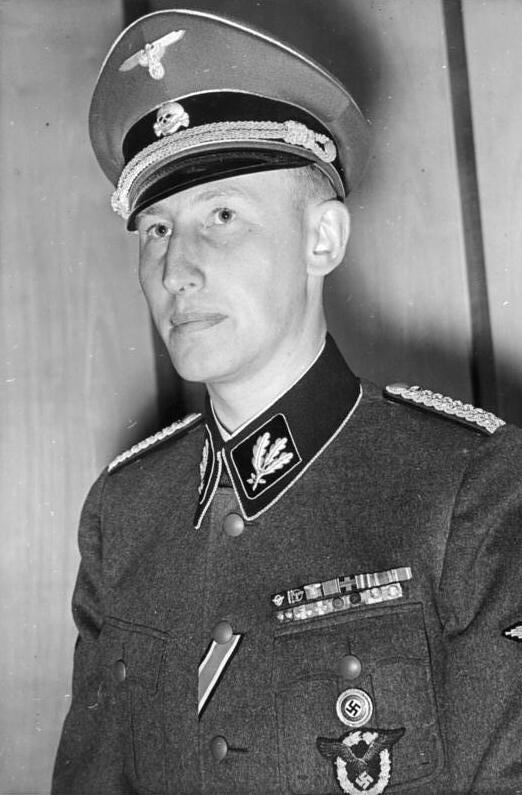
Heydrich a l'any 1940.

Reinhard Heydrich fou, per la seva personalitat i les seves accions, potser una de les figures més obscures del Règim Nazi, aconseguí fer empal·lidir fins i tot al seu superior i líder de les SS Heinrich Himmler, tot i que li era completament lleial. Heydrich demostrà ésser un home altament intel·ligent, d'una astúcia aguda per a ordir complicades conjures minuciosament estructurades amb grans efectes. Walter Schellenberg descriví a Heydrich com un «animal de presa». A més a més, també va demostrar ésser un acertat administrador i governant a càrrec de l'administració txeca.
Reinhard era desconfiat i calculador, amb extraordinària claredat als seus pensaments i exposicions, a més de ser eficient i no tenir escrúpols. Aparentment, res escapava de les seves mans. Era considerat per molts «el nazi perfecte». Heydrich era considerat per Hitler un home extremadament perillós i dotat, l'anomenava «L'home amb el Cor de Ferro», fins i tot el comandant Amon Göth l'admirava.
Per altra banda, Heydrich posseïa una gran afinitat per la música, els esports (en especial en l'esgrima, en la qual era molt hàbil) i els estudis, a més a més d'ésser un avançat i experimentat pilot de Messerschmitt Bf 109 i de Messerschmitt Bf 110.
La seva mera presència provocava un abisme psicològic que ocasionava terror físic fins i tot als seus més propers col·laboradors. Era temut fins i tot al seu cercle personal. Heydrich era un malson per a Wilhelm Canaris. Martin Bormann el mantenia a distància, i mai intentà cap acció en contra de Heydrich.

## Principals Condecoracions
- Orde Alemany – a títol pòstum
- Orde de Sang – a títol pòstum
- Insígnia d'Or del Partit Nazi
- Creu de Ferro de 2a Classe (1940)
- Creu de Ferro de 1a Classe (1941)
- Insígnia de Pilot de la Luftwaffe
- Creu de Danzig
- Medalla del 13 de març de 1938 (Medalla de l'Anschluss)
- Medalla de l'1 d'octubre de 1938 (Medalla dels Sudets) amb barra del Castell de Praga
- Medalla de l'1 de maig de 1939 (Medalla de Memel)
- Medalla dels Jocs Olímpics de 1a Classe
- Medalla del Benestar Social (1a Classe)
- Medalla del Llarg Servei al NSDAP (10 anys)
- Medalla del Servei a la Policia (18 anys)